# 混構造
混構造（こんこうぞう、mixed structure）とは、建築や土木分野における、鉄骨、鉄筋コンクリート、木材などの異なる構造材料を2種類以上使用した構造のことである。
「複合構造」、「混合構造」、「構造材混用構造」とも呼ばれる。

## 概要
建築分野において、混構造という言葉自体に厳密な定義は決められていないが、建築基準法施行令第3章「構造強度」においては、木造、組積造、補強コンクリートブロック造、鉄骨造、鉄筋コンクリート造、鉄骨鉄筋コンクリート造、無筋コンクリート造といった構造種別が記載されており、これらの組み合わせのうち、①X、Y 方向で構造が異なる場合 、②高さ方向に構造が異なる場合、③平面的に構造が異なる場合、④部材ごとに構造が異なる場合、のいずれかを混構造と呼ぶことが多い。基礎のみを鉄筋コンクリート造とした場合は、基本的には混構造と呼ばない。
混構造において、異種構造同士の接合部には、特殊な設計が求められる。特に平面混構造は、異種構造部分同士の構造特性に大きな違いが生じるため、水平力の分担や接合部の処理に高度な配慮が求められる。
なお、複数の材料を組み合わせて一つの構造部材とした合成構造とは異なる概念である。